# Кан (округ)
Округ Кан (фр. Arrondissement de Caen) — округ у Франції, в департаменті Кальвадос. 2023 року округ об'єднував 201 муніципалітет, населення становило 393 027 осіб.
Адміністративний центр (супрефектура) — Кан.

## Муніципалітети
Список муніципалітетів округу та їхні коди INSEE:
1. Авне (14034)
2. Амає-сюр-Орн (14006)
3. Анізі (14015)
4. Аржанс (14020)
5. Балі (14044)
6. Баннвіль-ла-Кампань (14036)
7. Барбері (14039)
8. Барон-сюр-Одон (14042)
9. Бару-ан-Ож (14043)
10. Бельангревіль (14057)
11. Бенувіль (14060)
12. Берньєр-д'Аї (14064)
13. Берньєр-сюр-Мер (14066)
14. Б'євіль-Бевіль (14068)
15. Бленвіль-сюр-Орн (14076)
16. Боме (14053)
17. Бон-Тассії (14088)
18. Бонней (14087)
19. Бреттвіль-ле-Рабе (14097)
20. Бреттвіль-сюр-Лез (14100)
21. Бреттвіль-сюр-Одон (14101)
22. Бужі (14089)
23. Булон (14090)
24. Бургебю (14092)
25. Ваконь-Неї (14721)
26. Валамбре (14005)
27. Вандевр (14735)
28. Версенвіль (14737)
29. Версон (14738)
30. В'є (14747)
31. Вік (14742)
32. Вілле-Каніве (14753)
33. Віллі-ле-Фалез (14759)
34. Віллон-ле-Бюїссон (14758)
35. Вімон (14761)
36. Вінья (14751)
37. Гаврю (14297)
38. Грантвіль (14319)
39. Грембоск (14320)
40. Гренвіль-Ланганнрі (14310)
41. Гренвіль-сюр-Одон (14311)
42. Гуві (14309)
43. Дамбленвіль (14216)
44. Демувіль (14221)
45. Донне (14226)
46. Дувр-ла-Делівранд (14228)
47. Евресі (14257)
48. Ем'євіль (14237)
49. Епане (14240)
50. Епрон (14242)
51. Ерен (14244)
52. Ерманвіль-сюр-Мер (14325)
53. Ерн (14245)
54. Ерувіль-Сен-Клер (14327)
55. Еске-Нотр-Дам (14249)
56. Еспен (14248)
57. Ессон (14251)
58. Естре-ла-Кампань (14252)
59. Етервіль (14254)
60. Жанвіль (14344)
61. Жибервіль (14301)
62. Жор (14345)
63. Іф (14341)
64. Камб-ан-Плен (14125)
65. Кан (14118)
66. Кантелу (14134)
67. Каньї (14119)
68. Карпіке (14137)
69. Кастін-ан-Плен (14538)
70. Керон (14123)
71. Клевіль (14163)
72. Клесі (14162)
73. Ковікур (14145)
74. Ковіль (14146)
75. Коломбель (14167)
76. Коломбі-Ангерні (14014)
77. Кольвіль-Монгомері (14166)
78. Комбре (14171)
79. Конде-сюр-Іф (14173)
80. Корде (14180)
81. Кормель-ле-Руаяль (14181)
82. Коссессвіль (14183)
83. Крессерон (14197)
84. Кросі (14206)
85. Круазій (14207)
86. Курсель-сюр-Мер (14191)
87. Курсі (14190)
88. Кювервіль (14215)
89. Кюле-ле-Патрі (14211)
90. Ла-Кен (14122)
91. Ла-Огетт (14332)
92. Ла-Поммре (14510)
93. Лангрюн-сюр-Мер (14354)
94. Ле-Бо (14080)
95. Ле-Бю-сюр-Рувр (14116)
96. Ле-Ве (14741)
97. Ле-Детруа (14223)
98. Ле-Кастеле (14554)
99. Ле-Лож-Сольс (14375)
100. Ле-Маре-ла-Шапель (14402)
101. Ле-Меній-Вільман (14427)
102. Ле-Мутьє-ан-Ож (14457)
103. Ле-Мутьє-ан-Сенгле (14458)
104. Ле-Ом (14689)
105. Ле-Френ-Камії (14288)
106. Лез-Іль-Бардель (14343)
107. Лез-Кленшам (14349)
108. Леффар (14360)
109. Ліон-сюр-Мер (14365)
110. Луваньї (14381)
111. Лувіньї (14383)
112. Люк-сюр-Мер (14384)
113. Мальто (14396)
114. Мартенвіль (14404)
115. Мартіньї-сюр-л'Ант (14405)
116. Матьє (14407)
117. Ме-сюр-Орн (14408)
118. Мезе (14393)
119. Мезьєр (14394)
120. Меле (14411)
121. Мондвіль (14437)
122. Мондренвіль (14438)
123. Монтійєр-сюр-Орн (14713)
124. Монтіньї (14446)
125. Морто-Кулібеф (14452)
126. Муан (14454)
127. Му-Шишбовіль (14456)
128. Мулін (14455)
129. Мютресі (14461)
130. Норон-л'Аббе (14467)
131. Норре-ан-Ож (14469)
132. Обіньї (14025)
133. Оландон (14476)
134. Оті (14030)
135. Пер'є-сюр-ле-Дан (14495)
136. Перрієр (14497)
137. Пертевіль-Нер (14498)
138. П'єррпон (14502)
139. П'єррфітт-ан-Сенгле (14501)
140. Плюмето (14509)
141. Пон-д'Уї (14764)
142. Потіньї (14516)
143. Прео-Бокаж (14519)
144. Рапії (14531)
145. Рев'є (14535)
146. Ро (14543)
147. Розель (14542)
148. Рувр (14546)
149. Саннервіль (14666)
150. Сассі (14669)
151. Сен-Жермен-ла-Бланш-Ерб (14587)
152. Сен-Жермен-Ланго (14588)
153. Сен-Жермен-ле-Вассон (14589)
154. Сен-Контест (14566)
155. Сен-Ламбер (14602)
156. Сен-Лоран-де-Кондель (14603)
157. Сен-Манв'є-Норре (14610)
158. Сен-Мартен-де-Фонтене (14623)
159. Сен-Мартен-де-М'є (14627)
160. Сен-Пер (14640)
161. Сен-П'єрр-Каніве (14646)
162. Сен-П'єрр-дю-Бю (14649)
163. Сен-П'єрр-дю-Жонке (14651)
164. Сен-Ремі (14656)
165. Сен-Сільвен (14659)
166. Сені-ле-Сурс (14150)
167. Сені-о-Вінь (14149)
168. Сент-Андре-сюр-Орн (14556)
169. Сент-Обен-д'Аркене (14558)
170. Сент-Обен-сюр-Мер (14562)
171. Сент-Омер (14635)
172. Сент-Онорин-дю-Фе (14592)
173. Сент-Уан-дю-Меній-Оже (14637)
174. Сенто (14160)
175. Сольє (14675)
176. Суаньоль (14674)
177. Суланжі (14677)
178. Сумон-Сен-Кантен (14678)
179. Тан (14685)
180. Трепрель (14710)
181. Троарн (14712)
182. Турвіль-сюр-Одон (14707)
183. Тю-е-Мю (14098)
184. Уезі (14482)
185. Уї-ле-Тессон (14486)
186. Уїстреам (14488)
187. Уфф'єр (14483)
188. Фалез (14258)
189. Фегероль-Бюллі (14266)
190. Флері-сюр-Орн (14271)
191. Фонтен-Етупфур (14274)
192. Фонтен-ле-Пен (14276)
193. Фонтене-ле-Мармйон (14277)
194. Френе-ла-Мер (14289)
195. Френе-ле-Пюсе (14290)
196. Френе-ле-В'є (14291)
197. Френувіль (14287)
198. Фурно-ле-Валь (14284)
199. Фурш (14283)
200. Юрвіль (14719)
201. Юссі (14720)